# Masse d'eau

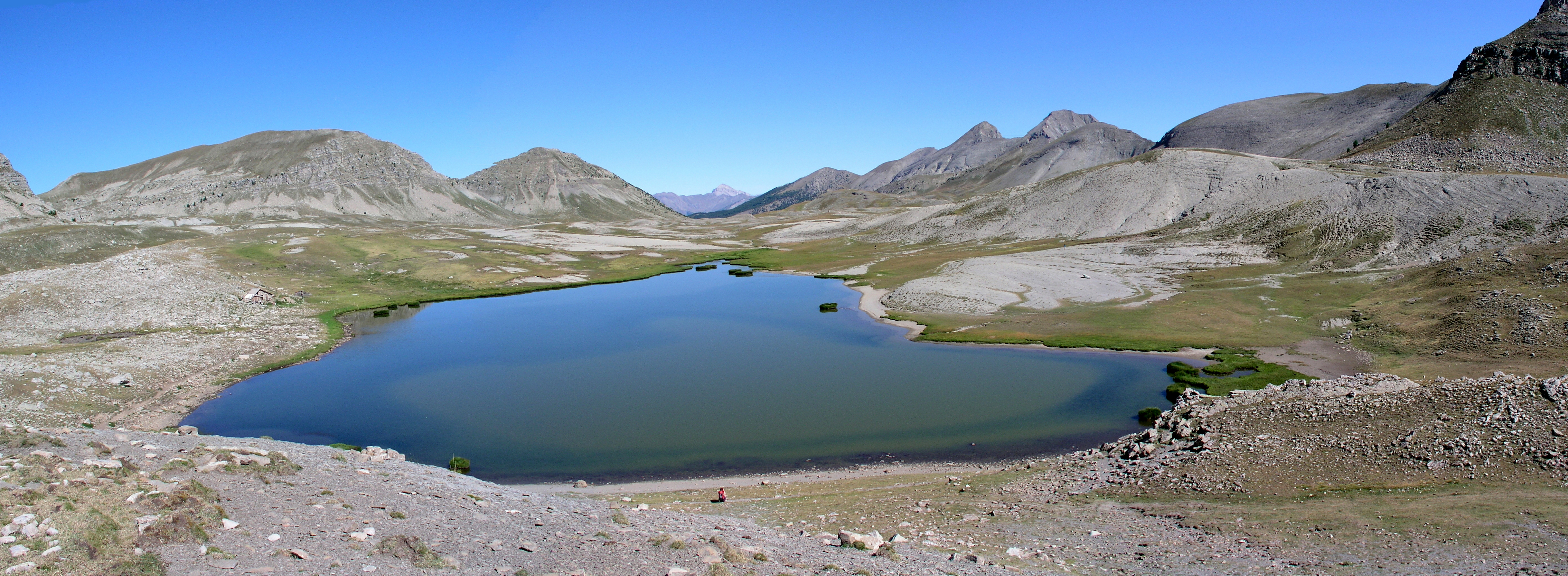
Lacs de Lignin, Colmars, Alpes-de-Haute-Provence, France.

La notion de masse d'eau a été introduite en Europe dans le droit de l'environnement par la directive cadre sur l'eau.

## Enjeux
Un état des lieux des masses d'eau de chaque état membre de l'Union européenne doit être dressé. Cette obligation s'est traduite en particulier en France via l'article R. 212-3 du code de l'environnement qui impose aussi que les données mobilisées pour cet état des lieux prévu soient recueillies, conservées et diffusées conformément aux dispositions d'un référentiel technique.

## Typologies
Une masse d'eau peut être « administrativement » décomposée en différents sous-ensemble, tels que : 
- bassin ;
- groupement de bassins ;
- eaux de surface ; cours d'eau, réservoir, « masse d'eau artificielle » (créée par l'Homme), ou « masse d'eau fortement modifiée » (masse d’eau de surface qui, par suite d’altérations physiques dues à l’activité humaine, est fondamentalement modifiée quant à son caractère) ;
- eaux intérieures, souterraines, côtières ou de transition ;
- eaux douces, salées, saumâtres ;
- eaux souterraines (aquifère).

### Typologie actuellement retenue en France
La typologie des masses d’eau est définie en France par la circulaire DCE 2005-11 du 29 avril 2005, qui regroupe des milieux aquatiques homogènes du point de vue de certaines caractéristiques naturelles (relief, géologie, climat, débit…) qui ont une influence structurante sur la répartition géographique des organismes biologiques.
Au regard de ce classement, deux masses d'eau administrativement définies « ne peuvent avoir de parties communes » (art 3 du décret), mais « plusieurs masses d'eau souterraines peuvent se superposer au droit de tout point d'un bassin ou d'un groupement de bassins » (art 3 du décret). Cinq catégories sont définies :
1. « Masse d'eau cours d'eau » ;
2. « Masse d'eau plan d'eau » ;
3. « Masse d'eau de transition » ;
4. « Masse d'eau côtière » ;
5. « Masse d'eau souterraine ».

Un arrêté du 2 février 2010 défini en France les méthodes et critères à utiliser pour délimiter et classer les 33 types de masses d'eau et en dresser l'état des lieux.
1. « Bassin ou groupement de bassins » ; tout bassins ou groupements de bassins tels que définis par l'arrêté du 16 mai 2005.
2. « Eaux de surface » ; ce sont les « eaux intérieures », à l'exception des eaux souterraines, les « eaux de transition » et les « eaux côtières » (sauf en ce qui concerne leur « état chimique », pour lequel les eaux territoriales sont également incluses).
3. « Eaux douces de surface » ; ce sont les eaux intérieures, à l'exception des eaux souterraines.
4. « Eaux intérieure » ; ce sont toutes les eaux stagnantes et les eaux courantes à la surface du sol et toutes les eaux souterraines en amont de la ligne de base servant pour la mesure de la largeur des eaux territoriales.
5. « Eaux littorales » ; ce sont les eaux de transition et les eaux côtières.
6. « Eaux côtières » ; ce sont les eaux de surface situées en deçà d'une ligne dont tout point est situé à une distance d'un mille marin au-delà du point le plus proche de la ligne de base servant pour la mesure de la largeur des eaux territoriales et qui s'étendent, le cas échéant, jusqu'à la limite extérieure d'une eau de transition.
7. « Eaux de transition » ; ce sont les eaux de surface à proximité des embouchures de rivières, qui sont partiellement salines en raison de leur proximité d'eaux côtières, mais qui sont fondamentalement influencées par des courants d'eau douce.
8. « Masse d'eau » ; toute masse d'eau (de surface ou souterraine).
9. « Masse d'eau de surface » ; Toute partie distincte mais « significative » des eaux de surface (ex : lac, réservoir, rivière, fleuve ou canal ; une eau de transition ou une portion d'eaux côtières.
10. « Masse d'eau cours d'eau » ; toute masse d'eau (de surface) constituée d'un ou plusieurs tronçons de rivière, de fleuve ou de canal.
11. « Masse d'eau plan d'eau » ; toute masse d'eau de surface intérieure constituée d'eau stagnante.
12. « Masse d'eau littorale » ; une masse d'eau côtière ou une masse d'eau de transition.
13. « Masse d'eau de transition » ; une masse d'eau de surface constituée d'eau de transition.
14. « Masse d'eau côtière » ; une masse d'eau de surface constituée d'eau côtière.
15. « Masse d'eau souterraine » ; un volume distinct d'eau souterraine à l'intérieur d'un ou de plusieurs aquifères.
16. « Aquifère » ; une ou plusieurs couches souterraines de roche ou d'autres couches géologiques d'une porosité et perméabilité suffisantes pour permettre soit un courant significatif d'eau souterraine, soit le captage de quantités importantes d'eau souterraine.

#### Critères de qualité
Les critères de qualité sont définis par l'arrêté  définit aussi des :
- Une masse d'eau est « fortement modifiée » (en surface) si elle « est fondamentalement modifiée quant à son caractère (...) par suite d'altérations physiques dues à l'activité humaine » (si sont réunies les conditions fixées au II de l'article R. 212-11 du code de l'environnement) ;
- Une masse d'eau de surface est « artificielle » si elle crée par l'activité humaine (et que sont réunies les conditions fixées au II de l'article R. 212-11 du code de l'environnement).

#### Notions afférentes
L'arrêté précise aussi la définition de plusieurs notions relatives aux masses d'eau :
- notion de « Pression » sur une masse d'eau : ce seront par exemple : la pollution (ponctuelle ou diffuse), un prélèvement d'eau, une recharge artificielle du plan d'eau, une modification hydromorphologique ou toute autre cause d'altération d'origine anthropique d'une eau de surface ou d'une eau souterraine ;
- notion de « Cycle de gestion » d'une masse d'eau : il s'agit de « la période durant laquelle s'applique le schéma directeur d'aménagement et de gestion des eaux »[6] ;
- notion d'« Hydroécorégion »  : il s'agit d'une des parties d'un territoire hydrographique définie en suivant des critères relatifs à la géologie, au relief et au climat.